# Chevillon-sur-Huillard

Chevillon-sur-Huillard este o comună în departamentul Loiret din centrul Franței. În 1 ianuarie 2022 avea o populație de 1.504 de locuitori.